# Joost van Vollenhoven (Generalgouverneur)

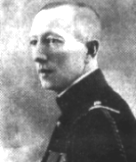
Joost van Vollenhoven als Leutnant der Kolonialarmee

Joost van Vollenhoven (* 21. Juli 1877 in Rotterdam; † 20. Juli 1918 in Montgobert, Frankreich) war ein französischer Offizier und Kolonialbeamter, der der niederländischen Patrizierfamilie van Vollenhoven entstammte.

## Leben
Im Alter von 22 Jahren – seine Familie lebte als Kolonisten in Algerien – wurde der Niederländer Joost van Vollenhoven als Franzose eingebürgert. Er absolvierte gemeinsam mit Maurice Bourgine die École coloniale in Paris. Er wurde Generalgouverneur von Französisch-Indochina und war von 1917 bis zu seinem Tode Generalgouverneur von Französisch-Westafrika. Er ist vor allem für seinen Widerstand gegen eine weitere Aushebung afrikanischer Truppen in Französisch-Westafrika bekannt.
Im Januar 1918 beantragte er, im Ersten Weltkrieg als Offizier eingesetzt zu werden. Am 19. Juli 1918 wurde er bei Mont-Rambœuf in der Gemeinde Parcy-et-Tigny durch eine Maschinengewehrkugel schwer verletzt. Tags darauf erlag er seinen Verletzungen.